# Nelson (film fra 1918)
 For alternative betydninger, se Nelson. (Se også artikler, som begynder med Nelson)
Nelson er en britisk stumfilm fra 1918 instrueret af Maurice Elvey. Filmen er en biografisk film om den britiske søhelt Lord Nelson

## Medvirkende
- Donald Calthrop - Horatio Nelson
- Malvina Longfellow - Lady Hamilton
- Ivy Close - Nesbit
- Ernest Thesiger - Wiliam Pitt
- Allan Jeayes - William Hamilton
- Teddy Arundell